# Gautier de Saint-Omer
 (juillet 2022).
Gautier de Saint-Omer ou Gautier de Fauquembergues (°vers 1110, † 1174), fils de Guillaume II de Saint-Omer et de Melisinde de Picquigny, fut prince consort de Galilée et de Tibériade, ce qui lui vaut d'être aussi parfois appelé Gauthier de Tibériade. Gautier aide Saint Bernard à bâtir l’abbaye de Clairmarais (village qui jouxte Saint-Omer) en 1140au moment ou il est encore seigneur de Saint-Omer. Gautier est le neveu de Godefroy de Saint-Omer cofondateur de l'ordre du Temple.
En 1130 Gautier épouse Echive de Bures, princesse de Galilée et de Tibériade, fille de Godefroy de Bures, prince de Galilée et de Tibériade. De ce mariage sont nés quatre fils:
- Hugues II de Saint-Omer prince de Galilée de 1187 à 1204 ∞ Marguerite d'Ibelin, fille de Balian d'Ibelin
- Guillaume de Saint-Omer ∞ Marie, fille de Renier, connétable du comté de Tripoli, veuve de Baudouin d'Ibelin
- Raoul de Saint-Omer, prince de Galilée de 1204 à 1219, ∞ Agnès Garnier, fille de Renaud de Grenier, comte de Sidon
- Eudes de Saint-Omer (ou Oste ou Odon), connétable de Tripoli, seigneur de Gogulat ∞ Fenie (Euphémie) Grenier, fille de Renaud Grenier, comte de Sidon